# Iževsk
Iževsk (Иже́вск) je glavni grad i kulturno središte Udmurtije u Ruskoj Federaciji. 

## Zemljopisni smještaj
Zemljopisni položaj mu je 56°50′ sjeverne zemljopisne širine i 53°11′ istočne zemljopisne dužine.

## Stanovništvo
Broj stanovnika: 632.000 (2002.)

## Povijest i gospodarstvo
Od 1985. do 1987. se zvao Ustinov (Усти́нов). 
Bivši inženjerski grad. Utemeljen je kao mjesto gdje    će se svi oblici kovinoprerađivaštva moći vršiti, pa i proizvodnja strojeva i oružja.
Iževsk je mjesto jednog od najslavnijih arsenala u Rusiji, u kojem je Mihail Kalašnjikov dizajnirao svoju slavnu AK-47 pušku.
Ondje se nalaze i tvornice automobila i motorkotača - čiji proizvodi nose ime IŽ (ИЖ).

## Vanjske poveznice
- Stranica o IZHMASHu
- Izhevsk & Kalashnikov Museum virtual tour  Arhivirana inačica izvorne stranice od 7. srpnja 2011. (Wayback Machine)